# متحف سرت
متحف سرت هو متحف صغير يقع بالقرب من آثار المدينة الفاطمية القديمة، المعروفة الآن باسم "المْديّنة"، والتي تقع شرق مدينة سرت الحالية. يختص المتحف بعرض قطع أثرية إسلامية، حيث تم تأسيسه عام 1987.